# Bad Schandau
Bad Schandau település Németországban, azon belül Szászország tartományban. Lakosainak száma 3409 fő (2023. december 31.). Bad Schandau Hohnstein, Sebnitz, Rathmannsdorf, Reinhardtsdorf-Schöna, Gohrisch, Königstein/Sächs. Schw., Rathen, Hřensko és Struppen községekkel határos.

## Népesség
A település népességének változása:
| Lakosok száma | 3625 | 3622 | 3423 | 3421 | 3409 |
|               | 2017 | 2019 | 2021 | 2022 | 2023 |